# Trissopathes tetracrada
Trissopathes tetracrada är en korallart som beskrevs av Opresko 2003. Trissopathes tetracrada ingår i släktet Trissopathes och familjen Cladopathidae. Inga underarter finns listade i Catalogue of Life.